# J. R. Williams
James Robert Williams (1888-1957) est un dessinateur canadien qui signait ses œuvres J. R. Williams.
Il est surtout connu sa série de dessins humoristiques Out Our Way (en), diffusée dans la presse par Newspaper Enterprise Association du 20 mars 1922 à 1977, et que Williams a animée jusqu'à sa mort en 1957.